# كوفدور
كوفدور (بالروسية: Ковдор) هي إحدى مدن روسيا في الكيان الفدرالي الروسي مورمانسك أوبلاست.